# Kelsey Serwaová
Kelsey Serwaová (* 1. září 1989, Kelowna) je bývalá kanadská akrobatická lyžařka.
Na olympijských hrách v Pchjongčchangu roku 2018 vyhrála závod ve skikrosu. Již na předchozích hrách v Soči roku 2014 získala stříbro. V roce 2011 se stala mistryní světa. Je rovněž dvojnásobnou vítězkou X games (2011, 2016). Z této akce má i bronz z roku 2010. Ve světovém poháru vyhrála osm závodů, dvacetkrát stála na stupních vítězů. V souboji o malý křišťálový glóbus, tedy celkové boulařské vítězství ve světovém poháru, skončila dvakrát třetí (2009, 2011). Je též mistryní Kanady z roku 2009. Závodní kariéru ukončila roku 2019.